# Rhasidat Adeleke
Rhasidat Adeleke (* 29. August 2002 in Dublin) ist eine irische Leichtathletin, die sich auf den Sprint spezialisiert hat. Aktuell ist sie Inhaberin der irischen Landesrekorde über 200 und 400 Meter. 2024 wurde sie Vizeeuropameisterin über 400 Meter und Europameisterin in der Mixed-Staffel.

## Sportliche Laufbahn
Adeleke wurde 2002 als Tochter der nigerianischen Eltern Ade und Prince Adeleke in Dublin geboren. Erste Erfahrungen bei internationalen Meisterschaften sammelte Rhasidat Adeleke beim Europäischen Olympischen Jugendfestival (EYOF) 2017 in Győr, bei dem sie in 23,81 s die Silbermedaille im 200-Meter-Lauf gewann und sich mit der irischen 4-mal-100-Meter-Staffel in 46,38 s die Bronzemedaille sicherte. Im Jahr darauf siegte sie in 23,52 s über 200 Meter bei den U18-Europameisterschaften ebendort und nahm daraufhin mit der Staffel an den U20-Weltmeisterschaften in Tampere teil und verhalf der Mannschaft zum Finaleinzug und trug damit zum Gewinn der Silbermedaille bei. 2019 siegte sie in 11,70 s im 100-Meter-Lauf beim EYOF in Baku und siegte in 23,92 s auch über 200 Meter. Zuvor schied sie bei den World Relays in Yokohama mit 44,02 s im Vorlauf der 4-mal-100-Meter-Staffel aus. 2021 stellte sie in den Vereinigten Staaten mehrmals neue Landesrekorde über 200 Meter auf und löste damit Sarah Healy als Rekordhalterin ab. Im Juli siegte sie in 11,34 s über 100 Meter bei den U20-Europameisterschaften in Tallinn und siegte in 22,90 s auch über 200 Meter und belegte mit der 4-mal-400-Meter-Staffel in 3:37,39 min den fünften Platz. 2022 verbesserte sie die irischen Landesrekorde über 200 und 400 Meter auf 22,59 s und 50,70 s und startete im Juli über die längere Distanz bei den Weltmeisterschaften in Eugene und schied dort mit 50,81 s im Halbfinale aus. Zudem verhalf sie der irischen Mannschaft zum Finaleinzug in der Mixed-Staffel. Im August belegte sie bei den Europameisterschaften in München in 50,53 s den fünften Platz über 400 Meter und gelangte mit der Frauenstaffel mit 3:26,63 min auf Rang sechs.
2023 wurde sie NCAA-Meisterin im 400-Meter-Lauf und steigerte den irischen Landesrekord auf 49,20 s. Im August erreichte sie bei den Weltmeisterschaften in Budapest das Finale über 400 Meter und verpasste dort mit 50,13 s als Vierte eine Medaille. Im Jahr darauf wurde sie bei den World Athletics Relays auf den Bahamas in 3:11,53 min Dritte in der Mixed-Staffel hinter den Teams aus den Vereinigten Staaten und den Niederlanden. Zudem erreichte sie mit der Frauenstaffel die Finalrunde und sicherte dem Team damit einen Startplatz bei den Olympischen Spielen in Paris. Im Juni gewann sie bei den Europameisterschaften in Rom mit neuem Landesrekord von 49,07 s die Silbermedaille über 400 Meter hinter der Polin Natalia Kaczmarek und siegte mit der Mixed-Staffel in 3:09,92 min gemeinsam mit Christopher O’Donnell, Thomas Barr und Sharlene Mawdsley. Zudem sicherte sie sich am Schlusstag in 3:22,71 min gemeinsam mit Sophie Becker, Phil Healy und Sharlene Mawdsley die Silbermedaille hinter dem niederländischen Team und stellte damit einen neuen Landesrekord auf. Bei den Irischen Meisterschaften stellte sie mit 11,13 s einen neuen Landesrekord über 100 Meter auf und anschließend siegte in 49,17 s beim Herculis über 400 Meter. Im August belegte sie bei den Olympischen Sommerspielen in Paris in 49,28 s im Finale den vierten Platz im Einzelbewerb und wurde auch mit der Frauenstaffel in 3:19,90 min Vierte. Daraufhin wurde sie beim Memorial Van Damme in 50,96 s Dritte über 400 Meter.
In den Jahren 2021 und 2024 wurde Adeleke irische Meisterin im 100-Meter-Lauf. Zudem wurde sie 2019 Hallenmeisterin über 200 Meter. Sie ist Studentin an der University of Texas at Austin.

## Persönliche Bestzeiten
- 100 Meter: 11,13 s (+0,7 m/s), 30. Juni 2024 in Dublin (irischer Rekord)
  - 60 Meter (Halle): 7,17 s, 11. März 2022 in Birmingham (irischer Rekord)
- 200 Meter: 22,34 s (+1,8 m/s), 14. April 2023 in Gainesville (irischer Rekord)
  - 200 Meter (Halle): 22,52 s, 21. Januar in Albuquerque (irischer Rekord)
  - 300 Meter (Halle): 36,42 s, 11. Februar 2024 in New York City (nationale Bestleistung)
- 400 Meter: 49,07 s, 10. Juni 2024 in Rom (irischer Rekord)
  - 400 Meter (Halle): 50,33 s, 23. Februar 2023 in Lubbock (irischer Rekord)